# Lifetime Entertainment Services
Lifetime Entertainment Services (LES) é uma empresa americana da indústria do entretenimento, cujas propriedades de mídia são focadas em mulheres. A Lifetime Entertainment Services é uma subsidiária da A&E Networks, uma joint venture da Hearst Communications (50%) e The Walt Disney Company (50%).

## Ativos
- Lifetime
- LMN (lançado em 1998)
- Lifetime Real Women (lançado em 2001)
- Lifetime Movie Club
- Lifetime Radio for Women (lançado em abril de 2004)
- Lifetime Press
- Lifetime Digital
  - myLifetime.com
  - LMN.tv
  - Lifetime Games
  - Roiworld.com, jogos de moda
  - DressUpChallenge.com, um site de moda
  - LifetimeMoms.com
  - MothersClick.com[3][4][5]